# Seemannsgarn
Seemannsgarn è il ventitreesimo album in studio del gruppo musicale canadese Nadja, pubblicato nel 2021.

## Tracce
1. Seemannsgarn Über Rummelsburg – 41:25

## Formazione

### Gruppo
- Aidan Baker – chitarra, percussioni, drum machine
- Leah Buckareff – basso, percussioni